# Ароматна матиола (защитена местност)
Ароматна матиола е защитена местност в България. Разположена е в землището на Балчик.
Разположена е на площ 19,91 ha. Обявена е на 21 май 2013 г. с цел опазване на растителен вид ароматна матиола (Matthiola odoratissima) и неговото местообитание. Част е от защитената зона от Натура 2000 Комплекс Калиакра по директивата за местообитанията.
На територията на защитената местност се забраняват:
- промяна на предназначението и начина на трайно ползване на земята;
- търсене, проучване и добив на подземни богатства;
- строителство с изключение на дейности, свързани с ремонт и реконструкция на съществуващи съоръжения;
- поставяне на временно преместваеми обекти;
- внасяне на неместни видове;
- паша на домашни животни в периода от 1 март до 31 юли;
- разораване, разкопаване и залесяване;
- бивакуване и палене на огън.[1]